# Tinnitus Sanctus
Tinnitus Sanctus è l'ottavo album della band tedesca Edguy, prodotto da Sascha Paeth e pubblicato nel novembre del 2008.
L'album inizia con due mid-tempo: Ministry of Saints, dalle sonorità leggermente oscure, e Sex Fire Religion. Prosegue con una canzone in tipico stile power metal/happy metal, The Pride of Creation, ed altri due mid-tempo: Nine Lives (con un inizio "epico" di tastiera) e Wake Up Dreaming Black. La traccia successiva, Dragonfly, comincia con uno stile rock ma contiene parti epiche e sinfoniche. Troviamo poi la ballata Thorn Without a Rose, in stile rock anni '80, ed il mid-tempo 9-2-9, dalle sonorità simili a Rocket Ride. È poi il turno della veloce Speedhoven, in tipico stile power metal/symphonic metal. L'album viene chiuso dalla canzone Dead or Rock che, come si può intuire dal nome, è in stile rock. In alcune versioni dell'album è presente anche la bonus track Aren'T You a Little Pervert Too, una breve canzone in stile country.
È stato anche girato a Belgrado un videoclip della prima traccia dell'album, Ministry of Saints, disponibile sul sito ufficiale della band.

## Tracce
L'album è disponibile in due versioni. La prima conterrà un solo CD, con le seguenti tracce registrate in studio:
1. Ministry of Saints
2. Sex Fire Religion
3. The Pride of Creation
4. Nine Lives
5. Wake Up Dreaming Black
6. Dragonfly
7. Thorn Without a Rose
8. 9-2-9
9. Speedhoven
10. Dead or Rock
11. Aren'T You a Little Pervert Too (bonus track)

La seconda contiene, oltre al primo, un CD live con le seguenti tracce, registrate a Los Angeles durante il Rocket Ride Tour 2007:
1. Catch of the Century
2. Sacrifice
3. Babylon
4. Lavatory Love Machine
5. Tears of a Mandrake
6. Vain Glory Opera
7. Superheroes
8. Fucking With Fire (Hair Force One)
9. Avantasia
10. King of Fools

## Formazione
- Tobias Sammet - voce
- Jens Ludwig - chitarra solista
- Dirk Sauer - chitarra ritmica
- Tobias Exxel - basso
- Felix Bohnke - batteria

### Partecipanti
- Michael Rodenberg - tastiera
- Oliver Hartmann - cori
- Thomas Rettke - cori
- Claudia Boots-Zimmermann - cori
- Sascha Paeth - produttore